# 哨冲镇
哨冲镇，是中华人民共和国云南省红河哈尼族彝族自治州石屏县下辖的一个乡镇级行政单位。

## 行政区划
哨冲镇下辖以下地区：
水瓜冲村、哨冲村、邑堵村、撒妈扎村、他达村、落水洞村、他克亩村和多白者村。